# Jenningsina
Jenningsina is een geslacht van uitgestorven kreeftachtigen uit de klasse van de Ostracoda (mosselkreeftjes).

## Soorten
- Jenningsina (Costatia) angulocostata (Jordan, 1964) Pribyl, 1967 †
- Jenningsina (Costatia) infrequens Pribyl, 1990 †
- Jenningsina (Costatia) planocostata (Jordan, 1964) Pribyl, 1967 †
- Jenningsina (Costatia) posneri (Polenova, 1952) Pribyl, 1967 †
- Jenningsina catenulata (Van Pelt, 1933) Coryell & Malkin, 1936 †
- Jenningsina cavernosa (Polenova, 1952) Zbikowska, 1983 †
- Jenningsina decorocostata (Pribyl, 1967) Pribyl, 1990 †
- Jenningsina divaricata Swartz & Oriel, 1948 †
- Jenningsina emanata Peterson, 1964 †
- Jenningsina heddebauti Milhau, 1983 †
- Jenningsina kegeli (Zagora, 1968) Becker & Sanchez De Posada, 1977 †
- Jenningsina lethiersi Becker, 1971 †
- Jenningsina levis Zagora (K.), 1968 †
- Jenningsina pygmaea Samoilova & Smirnova, 1962 †
- Jenningsina scalpta Kesling & Weiss, 1953 †
- Jenningsina thuringica Zagora (K.), 1968 †
- Jenningsina vorobjensis Ljaschenko, 1960 †